# Большеозёрский монастырь
Большеозёрский монасты́рь, также Великоезерская Рождественская пустынь, Великоезе́рская пу́стынь — полулегендарный мужской монастырь, возможно располагавшийся не позднее XVIII века на одном из островов Большого озера, вблизи современного рабочего посёлка Мухтолова в Ардатовском районе Нижегородской области России.

## История
Достоверных сведений о монастыре крайне мало. Мухтоловский краевед Василий Иванович Шилин писал, что псаломщик местной церкви Александр Фёдорович Утин показывал ему летопись монастыря, однако ни один другой краевед или историк этой летописи не видел. В достоверности сведений Шилина сомневается другой краевед Юрий Александрович Бугров, по словам которого монастырь не упоминается в многотомной «Истории русской православной церкви», и сведений о нём не находится в архивах Московской патриархии, что заставляет его относить историю о монастыре к местным легендам.

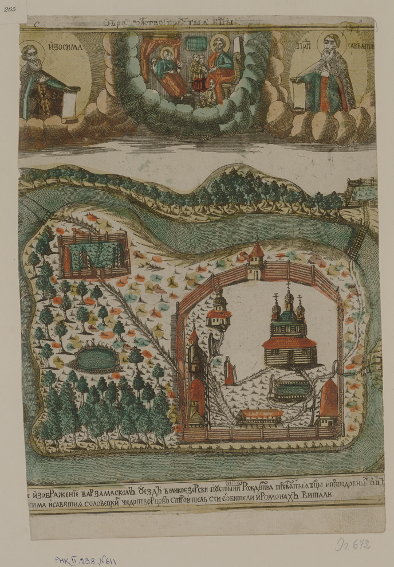
Большеозёрский монастырь на гравюре середины XVIII века

Исследователь Александр Малышев попытался восстановить возможную историю монастыря. По его мнению, обитель могла быть основана старообрядцами во время религиозного раскола в русской православной церкви, то есть примерно в 1650-х годах. Однако монастырь в изначальном виде просуществовал недолго и был разорён уже в 1660-х годах боярином Юрием Долгоруковым во время его сражений с восставшими Степана Разина. Позднее, по предположению Малышева, монастырь мог быть заселён согласными с церковными преобразованиями монахами и мог просуществовать примерно до 1764 года, когда императрица Екатерина II провела секуляризацию церковной собственности, и у многих небольших монастырей не стало средств к существованию.

В «Описании Ардатовского уезда» 1869 года также говорится о монастыре как о уже не существовавшем на то время: 
Изъ озеръ замечательно пустынное, подъ селомъ Мухтоловымъ, съ островомъ, гдѣ въ прежнее время былъ монастырь, отъ чего вѣроятно озеро и прозвано «пустыннымъ».
 На картах XIX века Большое озеро именуется Пу́стынным, а находящееся в непосредственной близости от озера болото так называется до сих пор. В церковной летописи 1862 года Большое озеро названо Витайловским — по имени предполагаемого казначея монастыря.
Ещё один краевед, Александр Владимирович Базаев, в качестве аргумента в пользу реальности существования обители приводит тот факт, что в 1767 году деревянная церковь «во имя святых Зосимы и Савватия, Соловецких Чудотворцев» из уже не существовавшего к тому моменту монастыря была разобрана и перевезена в Мухтолово и стала приходской. Эта церковь в Мухтолове просуществовала до первой половины XIX века, после чего была снесена (возможно, из-за ветхости) и заменена новой. Базаев также отмечает, что в 1973 году учениками мухтоловской средней школы № 1 были проведены раскопки на острове Большого озера, в результате чего были обнаружены остатки фундамента из обтёсанных камней и кирпичных построек. Фотографии этих раскопок и обнаруженных фундаментов имеются в собрании Мухтоловского краеведческого музея.

## Легенда
Монастырь возник во время религиозного раскола в русской православной церкви в XVII веке — некие монахи, спасаясь от преследований, решили спрятаться подальше от посторонних глаз в диких лесах Нижегородчины. В качестве места своего пребывания выбрали безымянное тогда ещё озеро — на острове построили церковь (по одной версии — каменную, впоследствии разрушенную; по другой — деревянную, позднее перенесённую в Мухтолово), а на берегу — несколько келий, огороды и кладбище. К церкви переправлялись на лодках. Так монастырь жил и богател.
В начале XVIII века неподалёку появилась деревня Мухтолово, но её жители не знали о монастыре на озере. Однажды, находясь по хозяйственным надобностям в лесу, они услышали колокольный звон. Пошли в его сторону и оказались на берегу озера, на острове которого стояла церковь. Мухтоловцы соорудили плот и перебрались на остров, где их радушно приняли монахи: настоятели Изосим и Савватий, казначей Виталий, его помощник Филат и другие. Обрадовались мухтоловцы, у которых не было тогда своей церкви в деревне, и стали ездить в монастырь на службы.
Однако узнали о богатом монастыре разбойники, жившие неподалёку. И напали они на монастырь, Изосима и Савватия убили сразу, но Виталий и Филат с сундуком золота смогли сбежать. Разбойники их, впрочем, тоже догнали и убили. И тут оказалось, что сундук, который тащили монахи, был пустым, а настоящий сундук с золотом Виталий успел выбросить в озеро. Главарь разбойников, которого звали Лазарем, очень расстроился. Те места, где убили казначея и его помощника, стали называть Филатихой и Витахой, а место жительства шайки Лазаря — Лазбором или Лазбортью. По одной версии легенды, после ограбления монастыря Лазарь раскаялся в содеянном и сам ушёл в монастырь. По другой версии — его изловили и отправили на каторгу в Сибирь.